# دراما سياسية

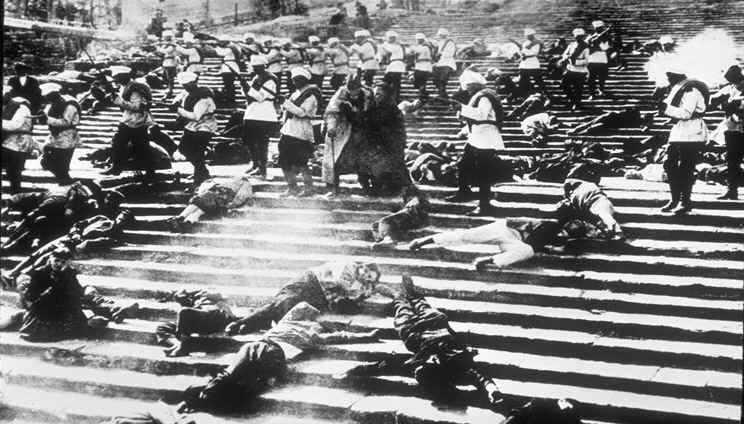

الدراما السياسية هي نوعاً من الآدب المرئي سواء كان مسرحية أو فيلمًا أو برنامجًا تلفزيونيًا له طابع سياسي ، سواء كان هذا العمل يعكس رأي المؤلف السياسي ، أو يصف سياسيًا أو سلسلة من الأحداث السياسية.
و يعد من كتاب المسرح الذين كتبوا هذه الأعمال التي تندرج تحت مسمي الدراما السياسية هم آرون سوركين وروبرت بن وارن وسيرجي آيزنشتاين وبيرتولت بريخت وجان بول سارتر وكاريل تشرشل وفيدريكو غارسيا لوركا و غيرهم.

## التلفاز
تشمل المسلسلات التلفزيونية التي صنفت على أنها دراما سياسية الجناح الغربي، و بورجين ، و الزعيم، و جاك و بوبي ، و (الإصدارات البريطانية والأمريكية ) ، سيدتي الوزيرة ، الناجي المعين ، سبين .
يمكن أيضًا اعتبار الزوجة الجيدة دراما سياسية، خاصة في موسمها الثاني والموسم الخامس الذي نال استحسان النقاد. السباقات على المناصب السياسية ، بما في ذلك محامي الدولة ، والحاكم ، وحتى الترشح للرئاسة ، تدخل وتخرج من سرد العرض وقصة الشخصية الرئيسية ، أليسيا فلوريك. ومع ذلك ، فإن مهنة أليسيا الأساسية كمقاضٍ في معظمها لها الأسبقية في السرد ، وبالتالي يركز العرض في كثير من الأحيان على قضاياها وسياسات المكتب ذات الصلة ، مما يجعلها في الأساس دراما قانونية .[بحاجة لمصدر]

## فيلم
كانت هناك أفلام بارزة تم تصنيفها على أنها دراما سياسية مثل ثلاث عشر يوماً . كانت الدراما السياسية الأدبية الشهيرة التي تحولت فيما بعد إلى هي فيلم كل رجال الملك لروبرت بن وارن.